# Tokkaekko
Pour plus de détails, voir Fiche technique et Distribution.
Tokkaekko (とっかえっ娘。) est un film japonais sorti en 2002, avec en vedettes la plupart des membres des Morning Musume de l'époque, hormis celles tournant au même moment dans le film Nama Tamago, et une apparition des Country Musume. C'est un conte de fée moderne et fantaisiste, racontant l'histoire de deux jeunes filles, la riche "Charmy" (Rika Ishikawa) et la pauvre "Yossie" (Hitomi Yoshizawa), échangeant leurs places par la magie de la fée Aibon (Ai Kago). C'est une production Up-Front / hachama / Tsunku Town Films. 

## Distribution
Morning Musume
- Hitomi Yoshizawa
- Rika Ishikawa
- Ai Kago
- Natsumi Abe
- Kei Yasuda
- Ai Takahashi
- Risa Niigaki
- Asami Konno
- Makoto Ogawa

Country Musume
- Rinne Toda
- Asami Kimura
- Mai Satoda